# Matt Gillies
Matthew „Matt“ Muirhead Gillies (* 12. August 1921 in Loganlea; † 24. Dezember 1998 in Nottingham) war ein schottischer Fußballspieler und -trainer. Als Spieler war er für den FC Motherwell, die Bolton Wanderers und Leicester City tätig. In seiner Trainerlaufbahn betreute er Leicester City und Nottingham Forest.

## Karriere als Spieler
1946 wechselte Matt Gillies aus seiner schottischen Heimat zum englischen Erstligisten Bolton Wanderers. Mit seinem neuen Verein erreichte er im ersten Jahr nur knapp den Klassenerhalt in der Football League First Division 1946/47. Die bislang beste Platzierung in seiner Zeit in Bolton gelang in der Saison 1950/51 mit dem achten Tabellenplatz. In der folgenden Spielzeit steigerte die Mannschaft diese Leistung mit dem fünften Rang. Der 31-jährige Gillies wechselte daraufhin zum Zweitligisten Leicester City. In der Saison 1953/54 erreichte er mit seinem neuen Team als Tabellenerster den Aufstieg in die First Division 1954/55. Dort stieg der Aufsteiger allerdings als Tabellenvorletzter direkt wieder ab. Gillies beendete nach der Saison seine Spielerkarriere.

## Karriere als Trainer
Nach seiner Spielerkarriere war Gillies im Trainerstab von Leicester City tätig, ehe er am 1. November 1958 den Trainerposten im Verein übernahm. 1959 gelang ihm mit der Verpflichtung des 21-jährigen Gordon Banks vom FC Chesterfield ein Transfer-Coup. 1961 erreichte er mit seiner Mannschaft das FA-Cup-Finale 1961, scheiterte dort allerdings mit 0:2 an den Tottenham Hotspur. 1963 zog Leicester erneut ins Finale des FA Cup ein, doch den Titel konnte sich das Team nach dem 1:3 gegen Manchester United erneut nicht sichern.
Den ersten Titel gewann Gillies dafür im League-Cup-Finale 1964. Stoke City wurde mit 0:0 und 3:2 bezwungen. Die Titelverteidigung scheiterte ein Jahr später nach einem 2:3 und 0:0 gegen den FC Chelsea im Finale nur knapp. Auch in der First Division konnte Gillies den Verein etablieren, in der Football League First Division 1962/63 spielte Leicester sogar lange Zeit um den Titel mit. Am Ende reichte es für einen guten vierten Tabellenplatz. Auch in den kommenden Jahren sicherte Gillies dem Verein den Klassenerhalt, ehe er seine Tätigkeit Ende 1968 beendete und kurze Zeit später zu Nottingham Forest wechselte.
Forest war in der First Division 1966/67 Vize-Meister geworden, konnte dieses Niveau jedoch anschließend nicht halten. In der Saison 1968/69 drohte der Abstieg, als Gillies Anfang 1969 den Trainerposten übernahm. Der Klassenerhalte wurde letztlich knapp gesichert und auch in den beiden folgenden Jahren reichte der Platz im unteren Drittel der Tabelle für die weitere Teilnahme in der ersten Liga. Die Saison in der First Division 1971/72 führte letztlich zum Abstieg, doch Gillies blieb auch im kommenden Jahr im Amt. Erst als der Start in der Second Division nicht wie erwartet verlief, erfolgte am 14. Oktober 1972 die Trennung.
Matt Gillies starb am 24. Dezember 1998 im Alter von 77 Jahren in Nottingham.

## Erfolge
- Second Division-Meister: 1954 (als Spieler mit Leicester City)
- League-Cup-Sieger: 1964 (1:1 und 3:2 gegen Stoke City)
- FA-Cup-Finalist: 1961 (0:2 gegen die Tottenham Hotspur) und 1963 (1:3 gegen Manchester United)
- League-Cup-Finalist: 1965 (2:3 und 0:0 gegen den FC Chelsea)